# 堤川市立圖書館
堤川市立圖書館（韓語：제천시립도서관）位於大韓民國忠清北道堤川市的公共图书馆，成立於1994年。

## 分館[1]

### 長樂洞
- 圖書館總館
- 堤川義兵圖書館（朝鲜语：제천의병도서관）

### 中央洞
- 堤川女子圖書館（朝鲜语：제천여성도서관）

### 鳳陽邑
- 鳳陽圖書館（朝鲜语：봉양도서관）

## 外部連結
- 堤川市立圖書館 